# Nova Scotia Museum
Pour les articles homonymes, voir NSM.
Nova Scotia Museum (NSM) est la dénomination sociale des 27 musées de Nouvelle-Écosse, au Canada, et fait partie de l'infrastructure touristique de la province. L'organisation gère plus de 200 bâtiments historiques, sites d'histoire vivante, navires, musées spécialisés et environ un million d'artefacts et de spécimens, soit directement, soit par le biais d'un système d'accords de coopération avec des sociétés et des conseils locaux. Le NSM offre des programmes, des expositions et des produits qui offrent aux résidents locaux et aux touristes des collectivités de la Nouvelle-Écosse l'occasion de découvrir et d'apprendre l'histoire sociale et naturelle de la Nouvelle-Écosse. Plus de 600 000 personnes visitent les installations chaque année.

## Histoire
Le NSM a été créé par le Nova Scotia Museum Act, une loi provinciale.
Le Nova Scotia Museum a commencé avec la collection du Mechanics Institute à Halifax, fondé en décembre 1831. Le musée a été officiellement créé en 1868. Le Rév. David Honeyman a été le premier conservateur. Il a été suivi par Harry Piers (en), qui en tant que conservateur de 1899 à 1940 a supervisé une expansion constante de la collection du musée. Piers a également été bibliothécaire provincial de 1900 et conservateur adjoint des archives publiques de la province de 1899 à 1931. Donald Crowdis a succédé à Piers en tant que conservateur, puis 0. J. Lynton Martin à partir de 1965 et Candace Stevenson en est la directrice exécutive à partir de 1983.
En 1947, le Musée provincial a été nommé Musée des sciences de la Nouvelle-Écosse. Ce n'est qu'en 1951 que le musée passe de la direction de la Direction des Travaux Publics et des Mines à celle de la Direction de l'Éducation (aujourd'hui : Direction de l'Éducation et de la Culture), c'est-à-dire du ministère des Travaux publics et des Mines au ministère de l'Éducation (et Culture).
Il n'a perdu son caractère de musée exclusivement consacré aux sciences naturelles qu'en 1955 avec la création de la Direction de l'histoire (département d'histoire), qui était située dans la citadelle de la ville (Citadelle d'Halifax). Ce changement a été légalisé en 1960 lorsque le musée s'est vu confier la mission de présenter l'histoire et la culture de l'humanité, de créer des collections et d'en assurer la préservation.

## Gestion et musées associés
La gestion globale est dirigée par un conseil d'administration, qui gère directement dix musées, tandis que les 17 autres sont dirigés par des conseils locaux. Le directeur exécutif est Bill Greenlaw, cinq autres employés gèrent la bibliothèque et diverses collections, et douze conservateurs se partagent les domaines de l'archéologie, de l'ethnologie, de la botanique, de la zoologie, de l'histoire naturelle, de l'histoire maritime.

## Activités
En plus de gérer et de maintenir des collections historiques, le musée a parrainé la publication de nombreux livres, brochures et autres documents historiques.
Le personnel et les bénévoles du musée entreprennent différents projets de restauration, créent des expositions d'histoire culturelle et naturelle et participent à des reconstitutions historiques.
L'organisation délivre également des permis de recherche sur le patrimoine, permettant aux scientifiques de collecter et d'étudier des fossiles et d'autres artefacts archéologiques.

## Galerie

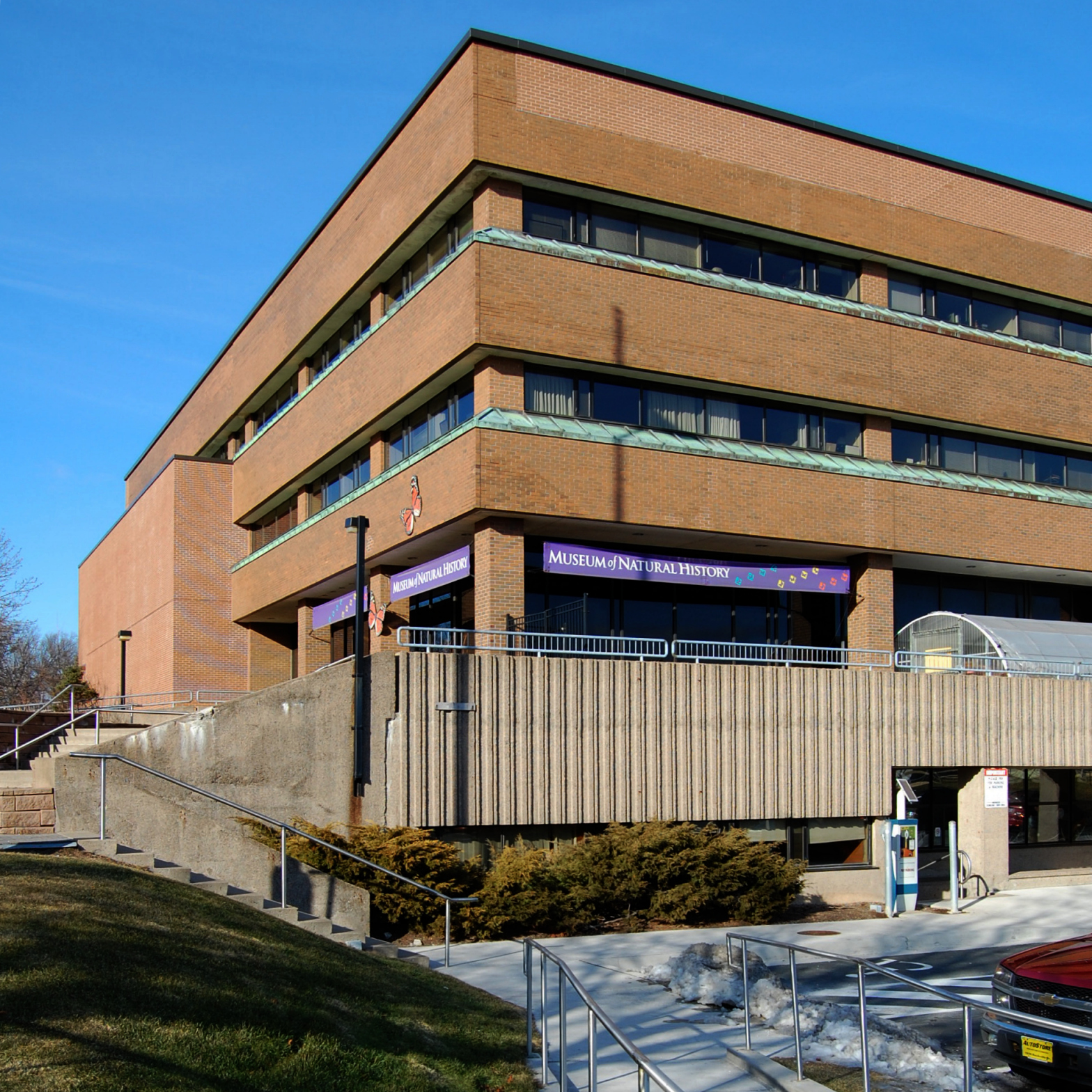
Musée d'histoire naturelle de la Nouvelle-Écosse et siège social du SNM
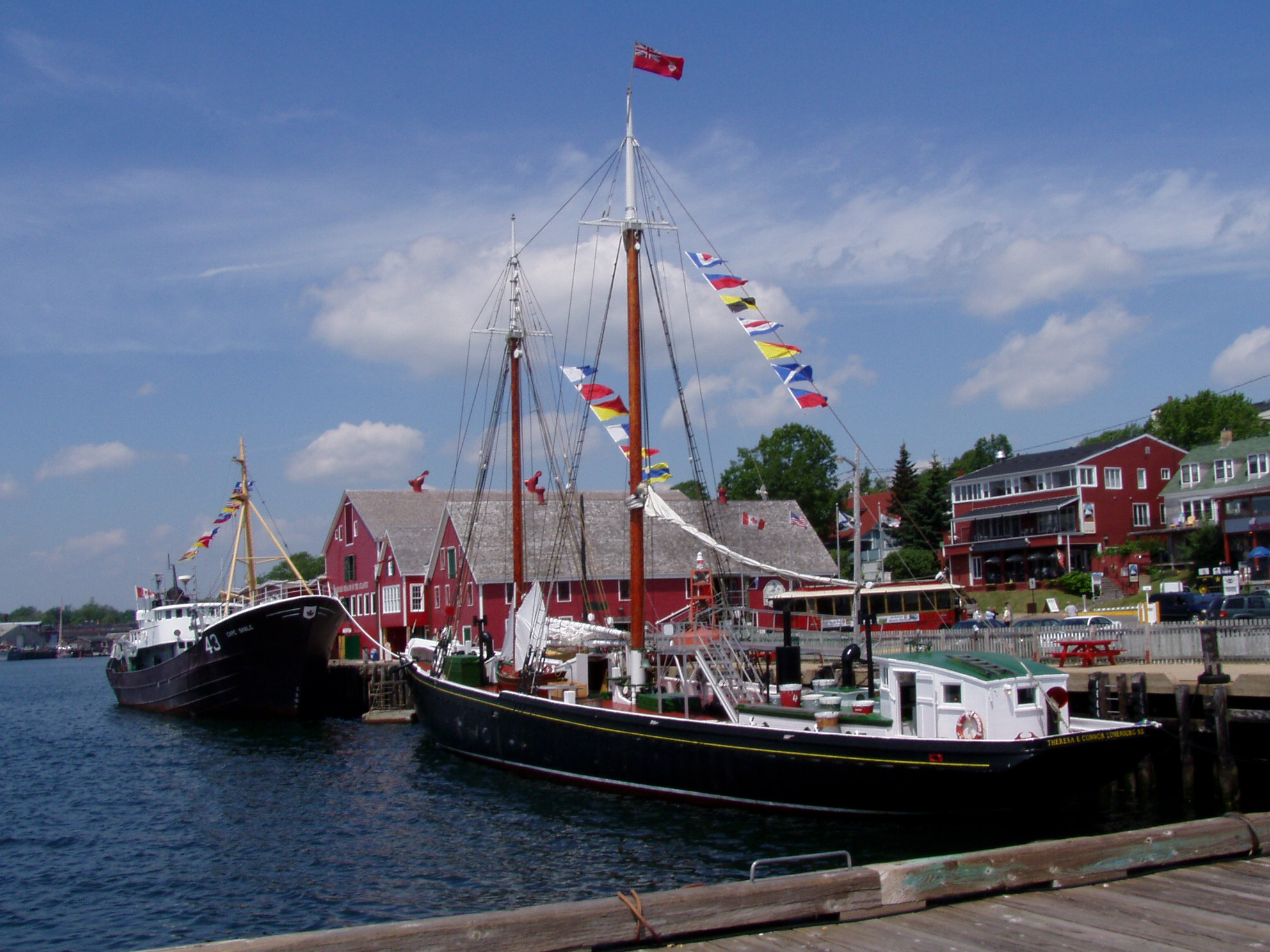
Musée des pêches de l'Atlantique, Lunenburg.
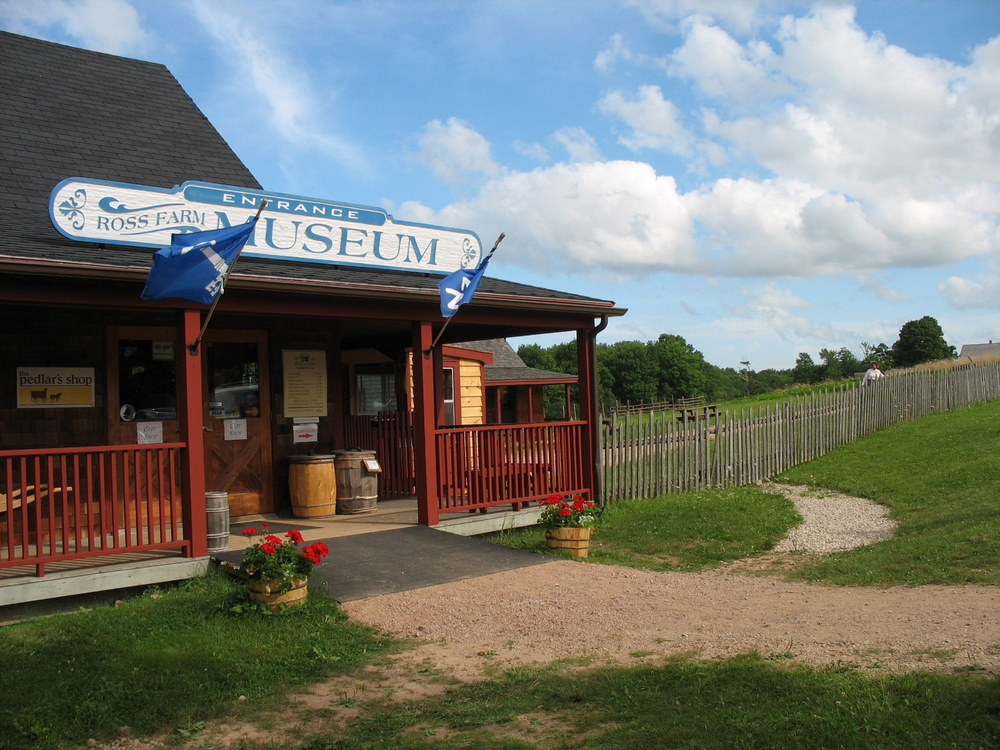
Musée de la ferme Ross
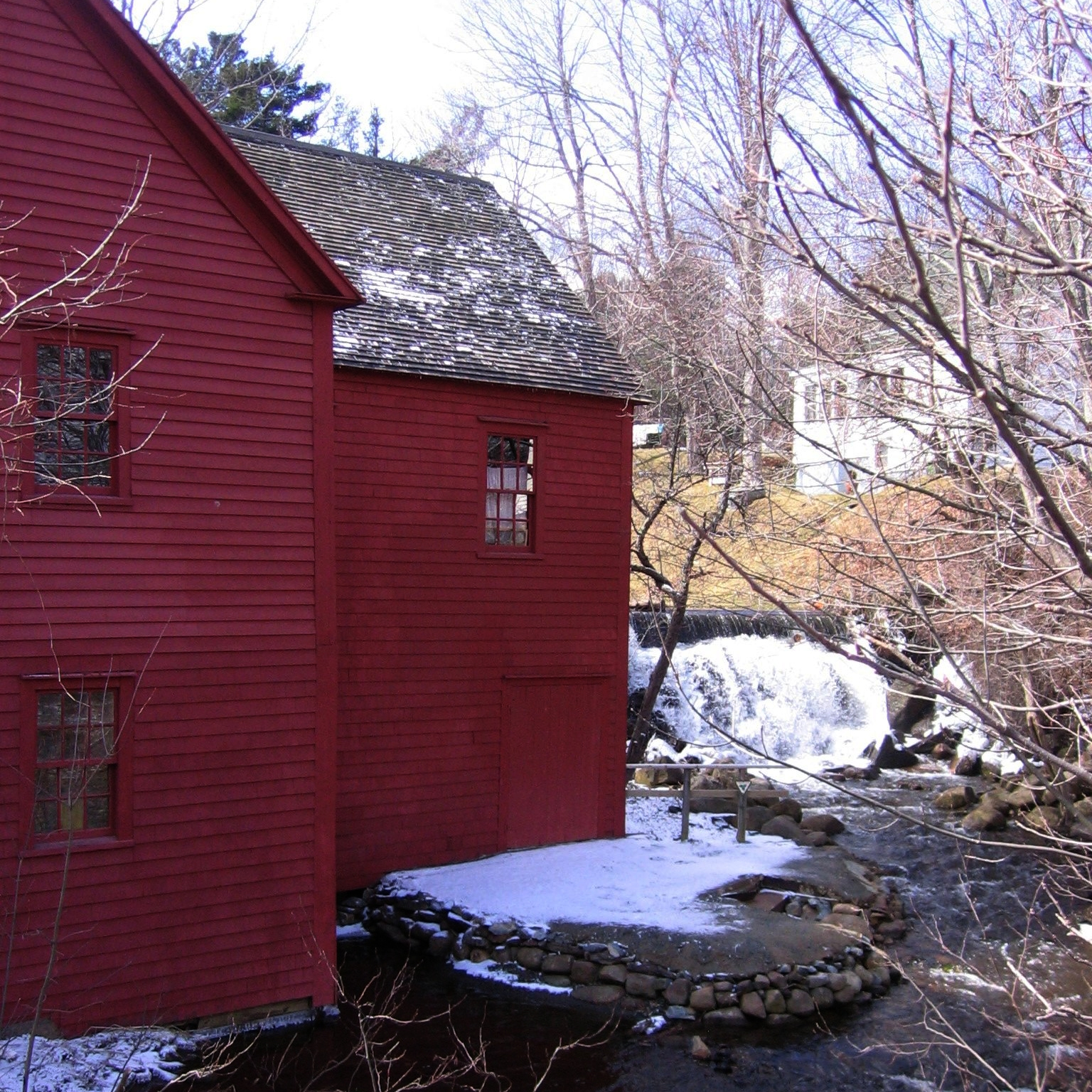
Wile Carding Mill, Bridgewater.
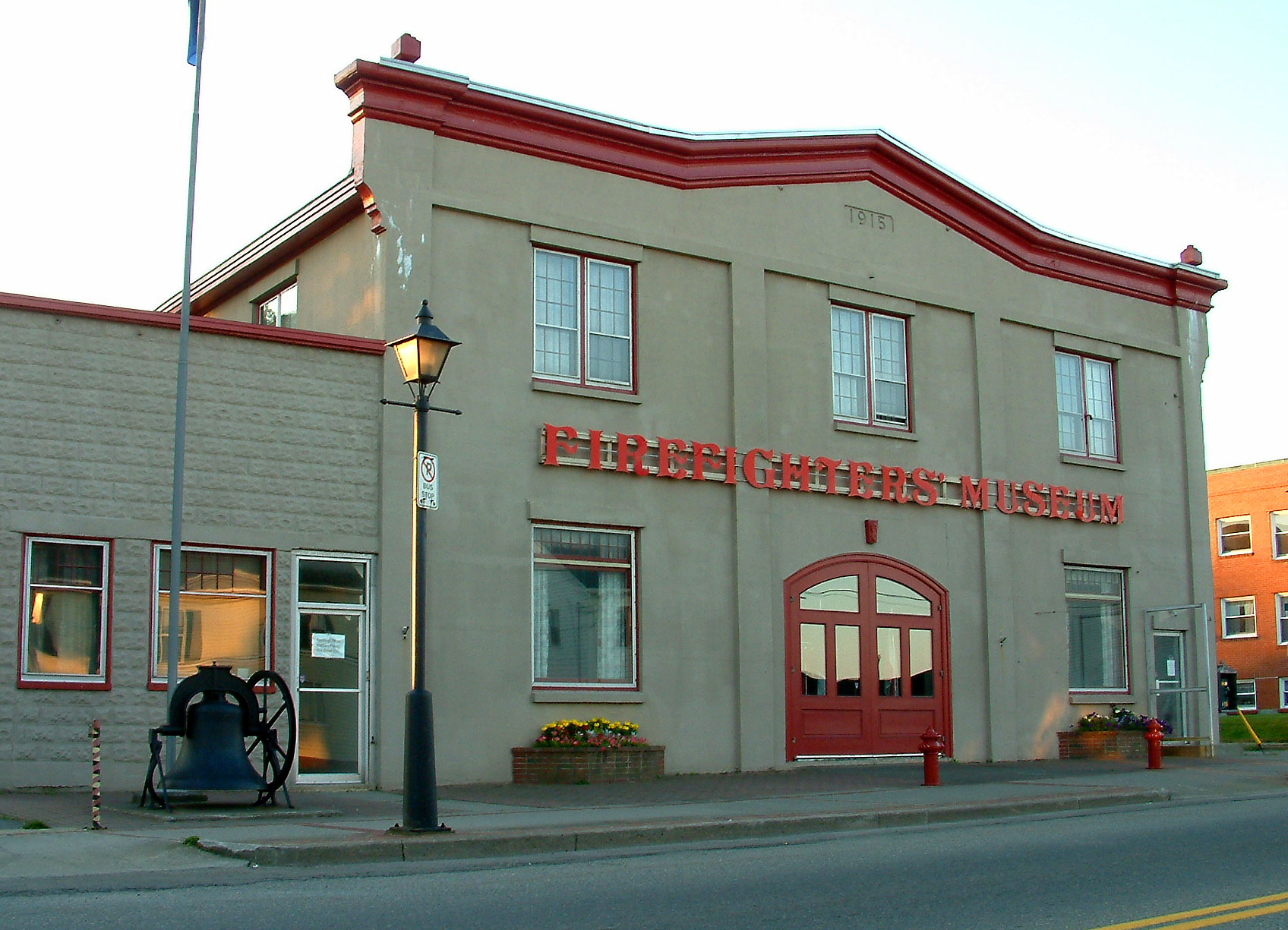
Musée des pompiers de la Nouvelle-Écosse, Yarmouth.
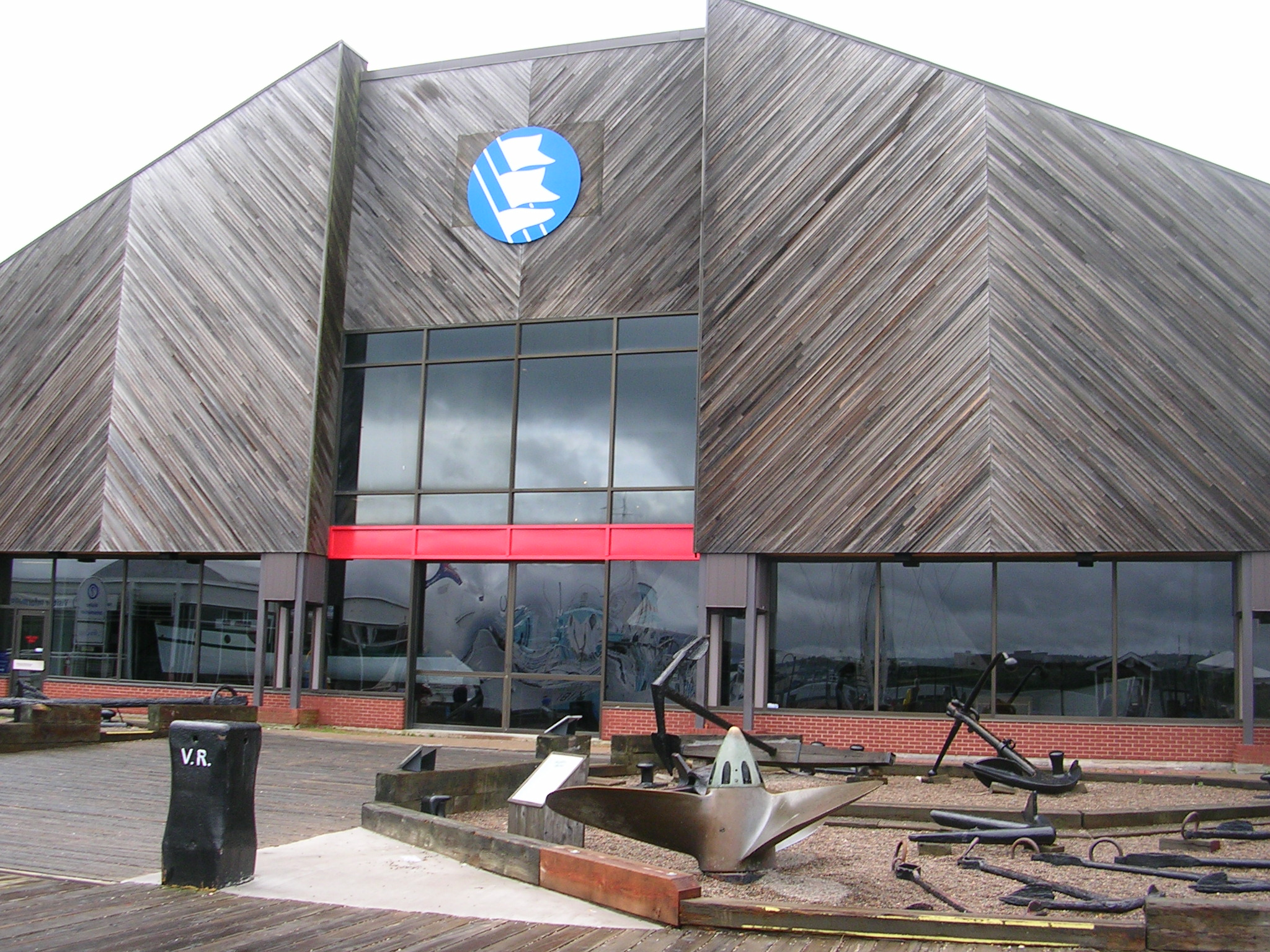
Musée maritime de l'Atlantique, Halifax
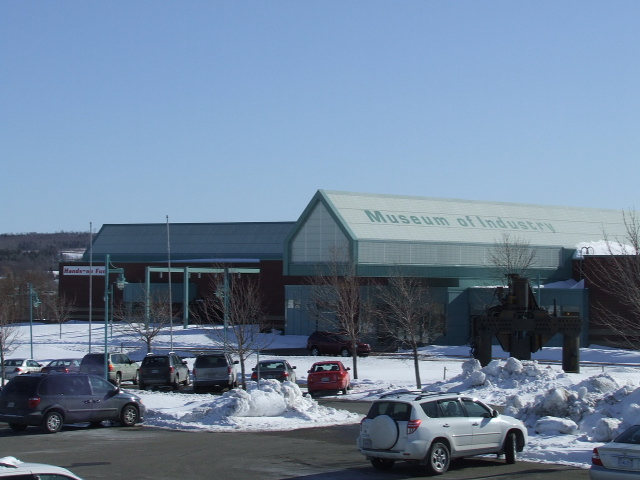
Musée de l'industrie de la Nouvelle-Écosse (en), Stellarton
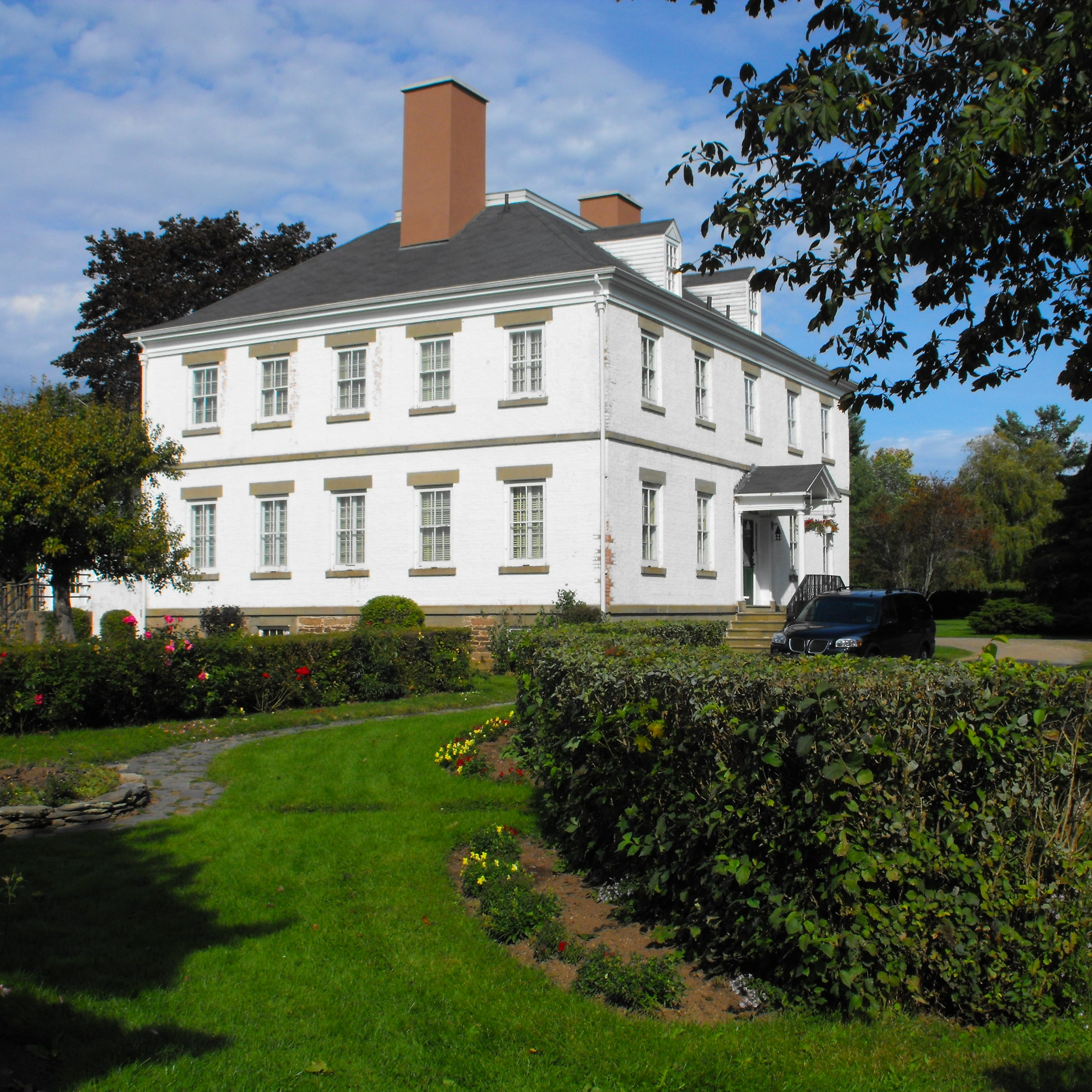
Musée de la maison Prescott, Starr's Point
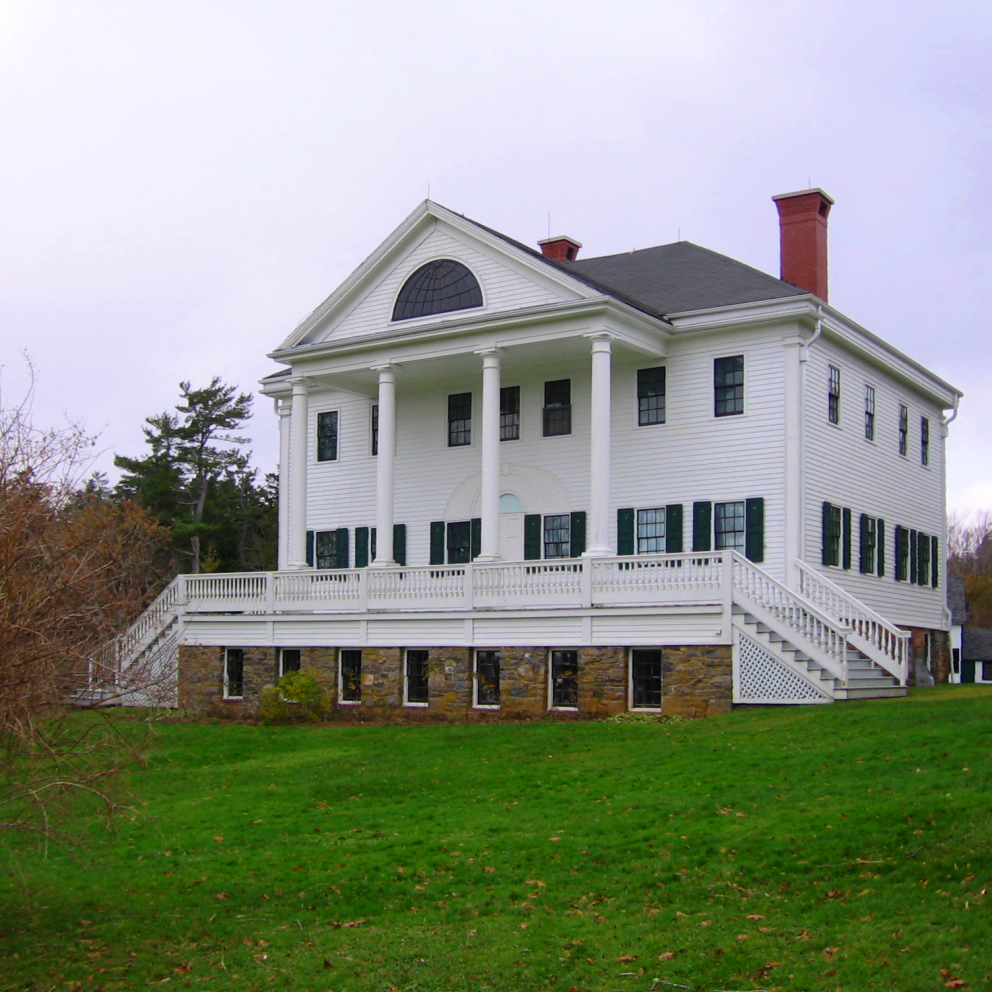
Uniacke Estate Museum Park (en), Mount Uniacke
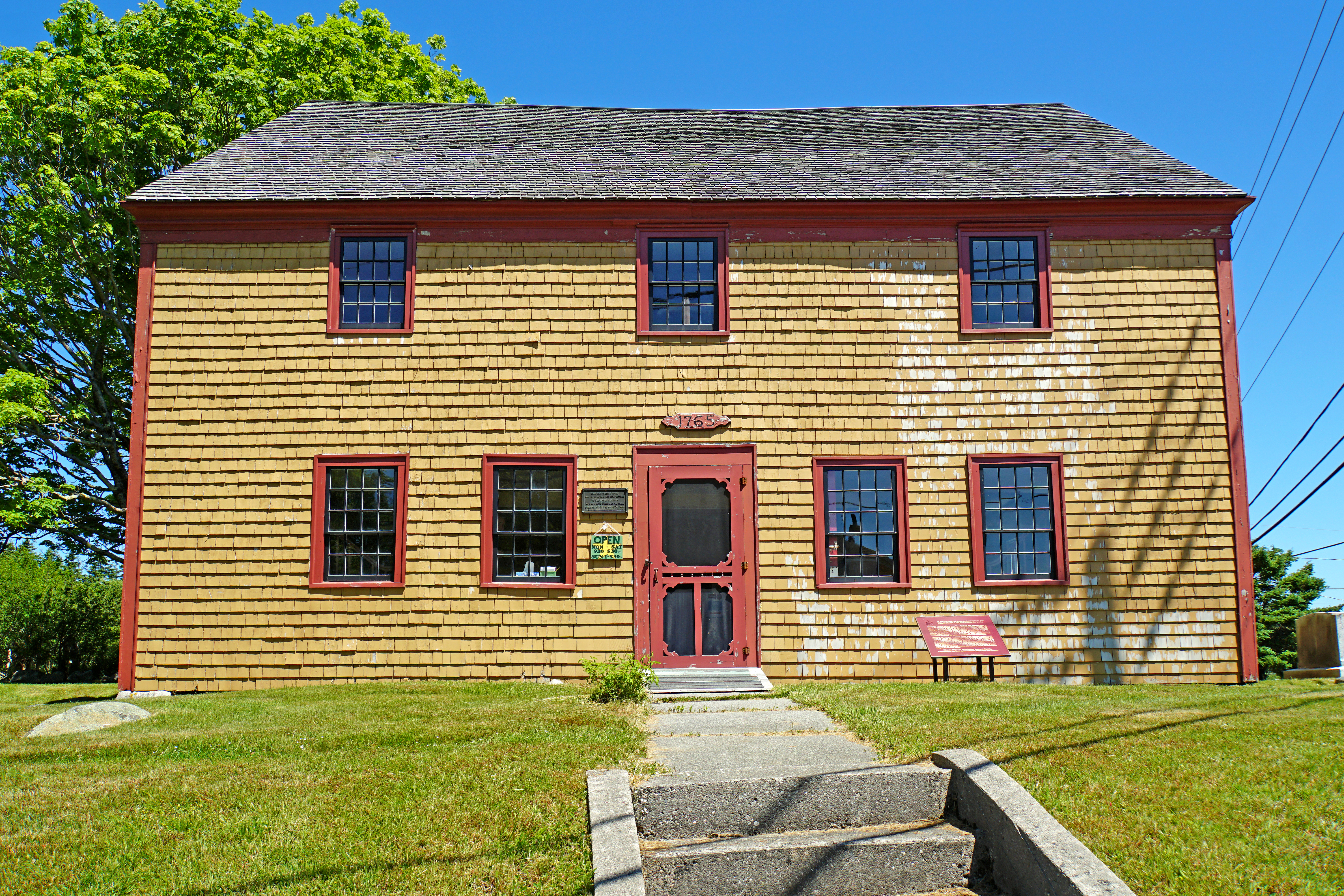
Old Meeting House Museum, Barrington
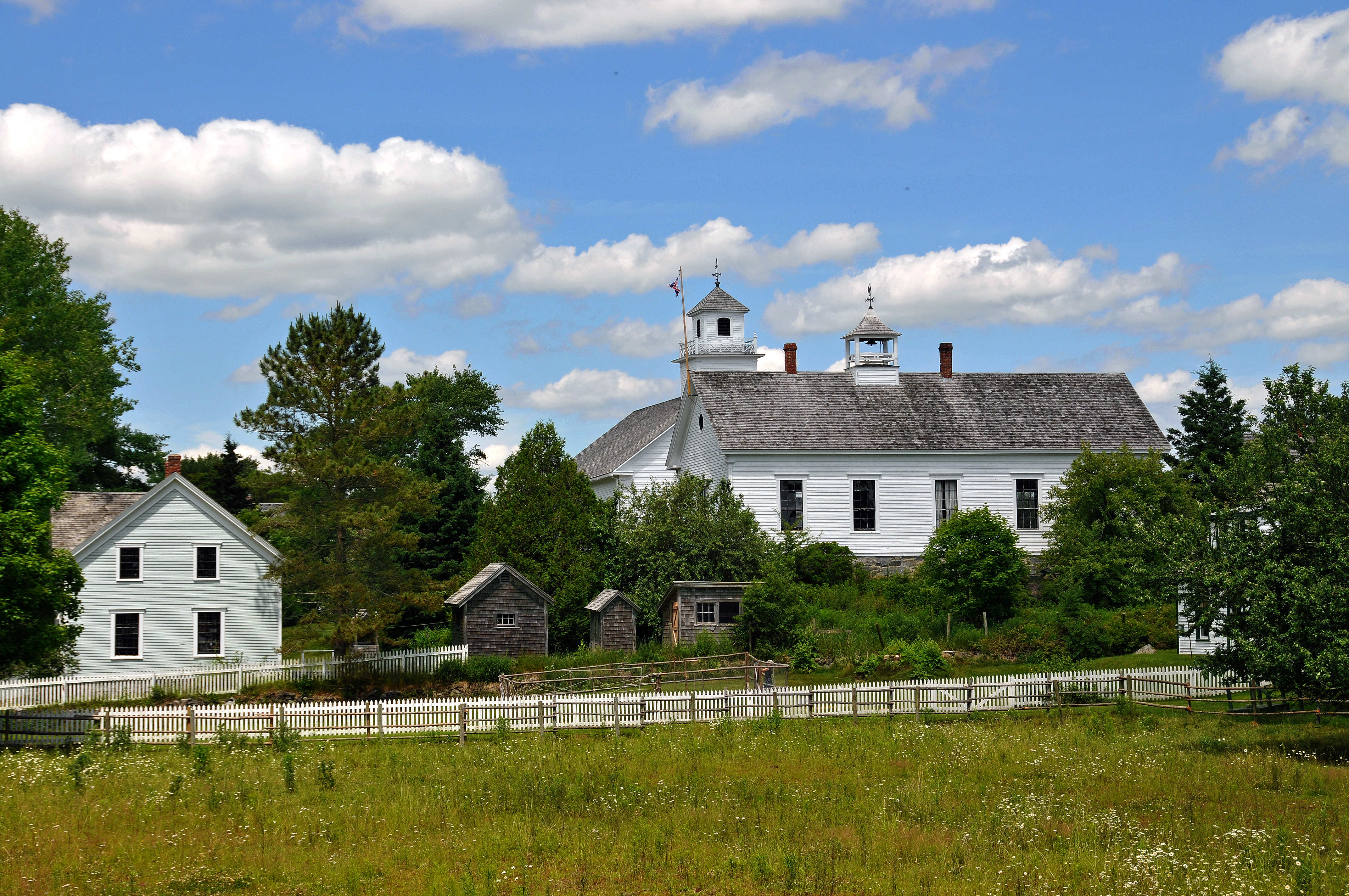
Village de Sherbrooke

## Liste des musées individuels
- Village historique acadien de la Nouvelle-Écosse, Isle Madame
- Balmoral Grist Mill Museum (en), Balmoral
- Barrington Woolen Mill (en), Barrington
- Barrington Old Meeting House, Barrington
- Cossit House, Sydney
- Dory Shop Museum, Shelburne
- Firefighters' Museum of Nova Scotia, Yarmouth
- Fisheries Museum of the Atlantic (en), Lunenburg
- Fisherman's Life Museum, Oyster Pond[7]
- Fundy Geological Museum (en), Parrsboro
- Haliburton House Museum (en), Windsor[8]
- Highland Village Museum/An Clachan Gàidhealach (en), Iona
- Lawrence House Museum, Maitland
- Musée maritime de l'Atlantique de Halifax, Halifax[1]
- McCulloch House Museum (en), Pictou
- Musée de l'industrie de la Nouvelle-Écosse (en), Stellarton[9]
- Nova Scotia Museum of Natural History (en), Halifax[10]
- North Hills Museum, Granville Ferry[11]
- Perkins House Museum, Liverpool
- Musée de la maison Prescott, Starrs Point
- Ross Farm Museum (en), New Ross
- Ross-Thomson House Museum, Shelburne
- Shand House Museum (en), Windsor
- Village de Sherbrooke[12]
- Sutherland Steam Mill Museum (en), Denmark
- Uniacke Estate Museum Park (en), Mount Uniacke
- Wile Carding Mill (en), Bridgewater